# うなぎ裂き

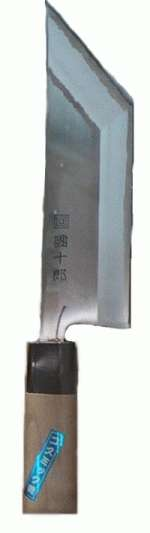
鰻サキ包丁、江戸型

うなぎ裂き（うなぎさき）は、ウナギをさばくための包丁。ウナギ包丁ともいう。地方により形状が異なり、関東型（江戸型、江戸裂）、名古屋型（名古屋裂）、京都型（京裂）、大阪型（大阪裂）、九州型（九州裂）がある。

## 種類
関東型（江戸型、江戸裂）
刃の先端が三角。大型で鋭い形状をしている。
名古屋型（名古屋裂）
刃の部分は四角。先端は丸くなっている。
京都型（京裂）
刃の部分は鉈のような形状となっている。
大阪型（大阪裂）
江戸型と同じく刃の先端は三角に鋭くなっている。柄の部分まで地鉄になっている。木製の柄がないため布を固く巻き付け用いる。
九州型（九州裂）
刃の部分は鉈のような形状となっている。大阪型と同じく木製の柄がないので布を固く巻き付けるなどして用いられる。

## どじょう裂き
関東型を小振りにしたドジョウを捌くためのどじょう裂きというのもある。